# ویلیام سیدنی ماونت
ویلیام سیدنی ماونت (انگلیسی: William Sidney Mount؛ ۲۶ نوامبر ۱۸۰۷– ۱۹ نوامبر ۱۸۶۸) نقاش اهل ایالات متحده آمریکا بود.